# Bruno Buozzi
Bruno Buozzi, né le 31 janvier 1881 à Pontelagoscuro, frazione de Ferrare et mort le 4 juin 1944 à La Storta, est un syndicaliste et homme politique italien, député socialiste de 1920 à 1926.

## Biographie
Élu du Parti socialiste italien, antifasciste, il est contraint de s'exiler en France en 1926. 
Arrêté dans la nuit du 3 au 4 juin 1944, avec treize autres personnes, Bruno Buozzi est fusillé par les Allemands fuyant Rome devant l'avancée alliée dans la localité La Storta sur la via Cassia, à quelques kilomètres de la capitale (massacre de La Storta).
Bruno Buozzi est enterré au cimetière de Campo Verano à Rome.
Sa fille a épousé Gilles Martinet (1916-2006), journaliste, résistant, homme politique et diplomate français.